# Katastrofa v Abbeysteadu
Katastrova v Abbeysteadu se stala 23. května 1984, kdy exploze metanu zničila přečerpávající stanici u vodárny poblíž Abbeysteadu v Lacashiru v Anglii, uvnitř které bylo v době výbuchu 44 návštěvníků na demonstraci funkčnosti stanice North West Water Authority (NWWA). Osm lidí bylo explozí zabito a ostatní byli vážně zraněni. Dalších osm lidí následně zemřelo na následky zranění v nemocnici. Oficiální vyšetřování katastrofy skončilo s tím, že metan unikal ze zásoby uhlí 1,2 km podzemí a skončil v prázdném potrubí. Následně se plyn dostal do přečerpávací stanice kvůli náhlému stlačení vody, jak se zaply pumpy. Příčina zážehu plynu nebyla nikdy odhalena.

## Pozadí
Přečerpávající stanice na Abbeysteadu byla vybudována jako součást NWWA jako vodní dílo podporující projekt "pomoci splnění požadavků regionu na zvýšení dodávek vody během roku 1980". Tento plán zahrnuje dobytí 280 000 m3 vody denně z řeky Lune nedaleko Lancaster do řeky Wyre nedaleko Abbeysteadu.